# He Said, She Said (filme)
He Said, She Said (br Ele Disse, Ela Disse / pt A Guerra dos Sexos) é um filme estadunidense, lançado em 1991 e estrelado por Kevin Bacon, Elizabeth Perkins e Sharon Stone. O filme foi curiosamente dirigido por Ken Kwapis e Marisa Silver, que dividiram a película em duas perspectivas, uma segundo o ponto de vista típico masculino (dirigida por Kwapis), e outra segundo o ponto de vista típico feminino (dirigida por Silver).

## Sinopse
He Said, She Said conta a estória do relacionamento entre dois jornalistas, Dan Hanson e Lorie Bryer, duas vezes — uma para cada perspectiva, a masculina e a feminina. Os dois protagonistas são editores rivais no jornal "Baltimore Sun". A rivalidade entre ambos acaba por levá-los a um programa de televisão, no qual cada um defende sua visão sobre os mais diferentes tópicos. À medida que se vão conhecendo, descobrem que podem ter muito mais em comum do que imaginavam.

## Elenco
- Kevin Bacon .... Dan Hanson
- Elizabeth Perkins .... Lorie Bryer
- Nathan Lane .... Wally Thurman
- Anthony LaPaglia .... Mark
- Sharon Stone .... Linda Metzger
- Stanley Anderson .... Bill Weller
- Charlayne Woodard .... Cindy
- Danton Stone .... Eric